# Flipped
Flipped är en amerikansk långfilm från 2010 i regi av Rob Reiner, med Madeline Carroll, Callan McAuliffe, Rebecca De Mornay och Anthony Edwards i rollerna.

## Handling
Juli (Madeline Carroll) börjar bli kär i sin klasskamrat Bryce (Callan McAuliffe). Bryce hatar tjejer och gör allt för att undvika henne. Åren går och snart börjar Bryce inse att han faktiskt gillar Juli.

## Rollista
| Madeline Carroll    | – Juli Baker    |
| Callan McAuliffe    | – Bryce Loski   |
| Rebecca De Mornay   | – Patsy Loski   |
| Anthony Edwards     | – Steven Loski  |
| John Mahoney        | – Chet Duncan   |
| Penelope Ann Miller | – Trina Baker   |
| Aidan Quinn         | – Richard Baker |
| Kevin Weisman       | – Daniel Baker  |
| Cody Horn           | – Lynetta Loski |
| Shane Harper        | – Matt Baker    |